# 數碼暴龍大冒險tri.
《數碼寶貝大冒險tri.》，是由東映動畫制作、颱風Graphics协力制作的数码宝贝系列剧场版動畫，於2015年11月21日-2018年5月5日分為6章（26话）在剧场上映和网络播映。「tri.」（トライ）代表「3」，表示本作是《數碼寶貝大冒險》和《數碼寶貝大冒險02》的续篇第三作。本作是数码宝贝大冒险15周年纪念企划，其中第3-5章是东映动画创立60周年纪念作品、第4-6章是数码宝贝系列20周年纪念作品。
中国大陆爱奇艺和香港Viu同步日本网络播映全6章（全26话）。
曾经为本系列主唱眾多歌曲的和田光司，在本作第3章製作期間，其官方事務所「SOLID VOX」於2016年4月8日發出聲明，指和田光司因鼻咽癌已於4月3日逝世，享年42歲，葬礼为近亲参加的密葬。由於正值本作播映期間，消息瞬間传遍世界各地，4月26日在惠比寿LIQUIDROOM举行了「和田光司 告别会」（和田光司 お別れの会），東映動畫、本作聲優、音樂業界以及眾多和田光司的生前好友们都致以哀悼，當中包括參與「Butter-Fly」的製作人千綿偉功及渡部達也、太田美知彦、AiM、宮崎步、谷本貴義等。不少觀眾闻讯後悲傷不已，同時赞赏和钦佩其抗癌13年的堅強意志力與生命力，以及感謝和田光司所帶來的童年回憶，將永遠緬懷他的音樂。而在《數碼寶貝大冒險》和《數碼寶貝大冒險02》中配過武之内空的聲優水谷優子和八神太一的聲優藤田淑子，先後皆因乳腺癌而逝世。

## 剧情

### 第1章
在被选召的孩子们首次接触数码世界的6年后、并且与贝利亚吸血魔兽战斗结束的3年后。2005年，17岁的八神太一已成为高中生。在御台场突然出现了「感染数码兽」古加兽，以其为契机，太一一行人，与各自的搭档数码兽重逢。同时，在他们就读的月岛综合高中里，新的「被选召的孩子们」望月芽心转学而来。太一一行人在御台场搜寻感染数码兽的途中，与寻找缅因猫兽的芽心相遇。在与扭曲时空中出现的阿尔法兽争夺缅因猫兽的过程中，太一与大和合力以奥米加兽击退了阿尔法兽。此后，望月芽心与缅因猫兽成为大家的伙伴。

### 第2章
在月岛综合高中「文化祭」当天，会场出现「暴龙改造者」（黑玄内伪装），企图把缅因猫兽带到空间扭曲的深处。碰巧相遇的巴鲁兽、哥玛兽、狮子兽进入扭曲救助，却被「暴龙改造者」召唤的帝皇龙兽阻止。为了救出缅因猫兽，巴鲁兽、哥玛兽进化为究极体。然而，缅因猫兽被救出后突发异变，眨眼间就消灭了狮子兽，独自消失在空间扭曲深处。此时，姬川真希道出真相，感染数码兽和空间扭曲的根源就是缅因猫兽。

### 第3章
引起异变的缅因猫兽在空间的扭曲中消失之后，泉光子郎拼命地寻找着应对感染数码兽的对策。然而，高石岳却发现自己的数码兽搭档巴达兽被感染的征兆。期望数码世界安定者（恒常性）借由八神光的身体，宣告了「重启」这一解决数码世界与现实世界危机的手段。然而，这伴随着一个巨大的牺牲，即数码兽将失去记忆。随后，暴走的缅因猫兽出现在御台场。数码兽们虽然团结一致全力以赴，然而感染却进一步蔓延。唯一有幸未被感染的甲虫兽与光子郎告别，进化为究极体，并将其他的伙伴以及缅因猫兽推回扭曲中的那一瞬间，数码世界被强制「重启」，人类世界回归日常。被选召的孩子们陷入失意的低谷，却又决定去与数码兽再次相见。他们借助姬川的协助前往了数码世界，摆在他们眼前的则是失去记忆回归幼年期的搭档数码兽们。

### 第4章
在强制「重启」后的数码世界，被选召的孩子们和失去记忆的搭档数码兽们重逢，试图重建羁绊，双方逐渐亲近。然而，缅因猫兽仍保存有以往的记忆，为寻找芽心却消失了。在寻找缅因猫兽的过程中，黑玄内出现，他揭露「重启」也是世界树的意志，孩子们则被无限龙兽和钢铁海龙兽攻击。产生共鸣的孩子们与数码兽搭档再次究极进化，击退了无限龙兽。然而，芽心被黑玄内袭击，缅因猫兽因此产生恐惧，再次异变。

### 第5章
缅因猫兽突然发生变异来到了现实世界，被世界树所操控的数码兽也陆续登场。在世界崩坏危机之中，孩子们被强制返回到现实世界。在藏身于暑假的校园中，寻求拯救现实世界和数码世界的方法的时候，他们被卷入了期望数码世界安定者（恒常性）和世界树的对立之中。缅因猫兽被以敌意相向，再次变换形态。为了拯救由于暴走而饱受折磨的缅因猫兽，芽心最终得出了一个答案：「请杀掉缅因猫兽」。正当太一感受到芽心的痛苦，并决定执行她的决定的时候，他被卷入到了杰斯兽的攻击中，被崩坏的大地所吞噬。悲伤和绝望将小光推向黑暗之中，迪路兽黑暗进化为座天使兽堕落形态。并且被缅因猫兽所吸收成为秩序兽，渐渐以黑暗包围现实世界。

### 第6章
秩序兽的出现使得期望数码世界安定者（恒常性）认为「重启」是解决现有危机的最佳方式。不过，借助小光的身体，在意识的引导下，迪路兽表示全部的希望在缅因猫兽之中，因为缅因猫兽仍然存有大家的数据记忆。随着解决危机的缅因猫兽的记忆被打开，代表恒常性的杰斯兽停止了「重启」，而孩子们也做好了干掉秩序兽的决心。此时芽心的数码器（Digivice）发光并使得奥米加兽进化为奥米加兽：慈悲形态，并杀掉了秩序兽，最后世界树被恒常性强制关闭。

## 概要

### 發展
2014年
- 8月1日，“数码宝贝大冒险15周年纪念活动0801御台场”[13][14]宣布本作制作决定。[15]

2015年
- 7月31日，“数码宝贝大冒险祭2015”（Digimon Adventure Fes. 2015）公演。[16]
- 11月21日，第1章於日本上映。

2016年
- 3月12日，第2章於日本上映。
- 7月31日，“数码宝贝大冒险祭2016”（Digimon Adventure Fes. 2016）公演朗读剧《数码宝贝 特别剧》（デジモン スペシャルドラマ）。[17]
- 9月24日，第3章於日本上映。

2017年
- 2月25日，第4章於日本上映。
- 7月30日，“数码宝贝大冒险祭2017”（Digimon Adventure Fes. 2017）公演朗读剧《数码宝贝 特别剧 夏季超进化唱歌大会》（デジモン スペシャルドラマ 夏の超進化のど自慢大会）。[18]
- 8月5日，舞台剧《超进化舞台「数码宝贝大冒险tri. ～8月1日的冒险～」》（超進化ステージ「デジモンアドベンチャー tri. ～8月1日の冒険～」）于日本公演。[19]
- 9月30日，第5章於日本上映。

2018年
- 5月5日，第6章於日本上映。
- 7月29日，“数码宝贝感谢祭2018 -御台场特别集会-”（デジモン感謝祭2018 -スペシャルミーティング in お台場-）宣布剧场版《数码宝贝大冒险 最后的进化 绊》制作决定。[20]

### 動畫製作

#### 企劃
本作共经历过五次标签修改（TV动画版→剧场版→OVA→剧场版→剧场版/OVA混用）。本作企劃初期，雜誌《Fami通》和《Animage》等杂志曾以「電視動畫」名義釋出相關情報，其後修改為「新系列」标签。本作以全6章「劇場版」並分为多种版本模式上映。第4章上映前，东映动画官网将本作标签修改為「OVA」。剧场版《數碼暴龍02 THE BEGINNING》上映前，东映动画官网将本作标签修改為「劇場版」。同时官方和民间均出现了「OVA」和「劇場版」混用的情况。
- 「劇場上映版」

在日本只有10所院線上映的情況下，第1章票房收益達到2.5億日圓的好成績，在小型影院票房中連續兩周排名第1名。由於反應熱烈及與劇場同日發售的限定藍光光碟瞬間缺貨，官方將原定剧场上映三周延長加映一周。但全6章由於成片质量和后续口碑较差，从第2章至第5章票房递减，第6章票房才略微回升。在日本的影院中放映版本沒有分集，以達到劇場版的片长；主題曲和片尾曲分別在開頭和結尾部分足本播放一次；片头片尾有「東映」和「映倫」的标志。全6章在日本的票房分别为第1章2.5億日圓、第2章1.65億日圓、第3章1.35億日圓、第4章1.23億日圓、第5章1.05億日圓、1.12億日圓。
- 「網絡配信版」

為最早出現於網絡上發佈的版本，在日本国内網絡配信版則使用與劇場上映版相同版本，而日本以外地區的網絡配信版為每章切割成4-5話、以24分鐘左右為1話的分集版本，片頭、片尾配上主題曲和片尾曲，當主題曲播畢後，片中顯示「#01」、「#02」、「#03」、「#04」等若干標記，明確表示內容分集為若干話。
- 「BD/DVD」

Blu-ray和DVD則使用日本国内網絡配信版以及劇場上映版相同版本。製作組雖然以東映動畫名義邀請外包公司颱風Graphics協力製作，但宏觀所有製作人員名單中、除企劃＆製作總監為東映動畫董事長＆社長外，絕大部分並非東映動畫內部員工，本作實質上是由東映動畫提供製作資源給外包公司颱風Graphics、並由動畫監督元永慶太郎邀請所相熟的業界人員主力製作，因此本作與人氣電視動畫《約會大作戰》及劇場版《約會大作戰 萬由里審判》的製作人員極為相同。

#### 作畫爭議
本作早期的角色設計及總作畫監督製作人員則由另一部原創動畫作品《釣球》的宇木敦哉擔當，由他負責的角色設計風格曾被評為與數碼寶貝大冒險系列落差較大，繼而出現主要角色樣貌毫不神似，當本作第一次釋出設計圖及宣傳畫面時，甚至被形容為「倒模」的惡評，備受世界各地關注本作的觀眾責備，而有日本觀眾更將官方原本釋出的人物設計圖加以修改至貼近歷代系列作的畫風，並在網上發起簽名活動，務求令東映動畫參考有關意見甚至要求更換製作人員。製作團隊及後修正製作人員職位位置，新增動畫角色設計一職及加入三名總作畫監督製作人員，宇木敦哉最後只擔任角色設計。雖然角色風格已稍微改善，不過作畫表現仍被指未達劇場版應有水準，角色作畫線條過於簡陋、人物走形及身高比例失衡、動畫幀數不足甚至戰鬥時出現靜幀畫面等仍不間斷地出現；而美術背景、攝影效果亦分別出現上色錯誤、畫面缺乏層次、光影處理不當等情況。

#### 致敬失误

數碼寶貝大冒險
我们的战争游戏！

数码宝贝大冒险tri.

第6章（网络配信版第25话）中，泉光子郎在向其他被选召的孩子们解释数码世界「重启」时候，大部分数码兽数据资料备份进了缅因猫兽体内，此时插入了剧场版《数码宝贝大冒险 我们的战争游戏！》（2000年）里观战的几组世界各地孩子们5年后（2005年）相貌的定格画面。而在剧场上映版第6章1小时6分48秒左右（网络配信版第25话10分30秒左右），出现了疑似秋山辽手持数码器（Digivice）的画面，该定格画面是致敬《我们的战争游戏！》里秋山辽在土耳其深山中使用笔记本电脑观战并向泉光子郎发送应援电子邮件。元永庆太郎团队并不清楚当年细田守团队将秋山辽在该画面登场的用意，甚至不清楚秋山辽的角色设定，以为该画面只是路人角色，导致出现较为严重破坏设定的致敬失误。

#### 製作和設定

##### 第1章
本作使用全新的CG效果製作進化過程，相對歷代作的手繪作畫顯得先進及科技化。但本作設定了數碼獸進化過程需要變回數碼蛋、由數碼蛋中變大及分裂後才能進化成功，而歷代第一作的內容中曾經強調數碼獸只有死亡後、或誕生前才能成為數碼蛋的設定條件。此後所有歷代系列作都有嚴格遵守這項設定，從未有主要角色的數碼獸進化期間透過數碼蛋進化成功的先例，因此本作的進化模式被指未有跟歷代系列作統一設定之一。

##### 第2章
本篇章加入完全體及究極體進化版本，兩個進化版本中再沒有出現數碼蛋的元素，完全體改為由角色所屬的紋章穿過成熟期數碼寶貝的身體進化而成；究極體進化版本則直接使用普通光圈進化而成，較成熟期及完全體進化版本都欠缺特色。另外，製作數碼寶貝進化畫風由CG效果（成熟期）改回手繪作畫（完全體、究極體），令進化過程畫風未能統一之餘、亦令動畫幀數不足問題更加明顯。

##### 第4章
在东映动画创立60周年和数码宝贝系列20周年之际，本作再次修改製作模式，東映動畫連同之前已播出的篇章一致修改作品标签，由劇場版改為製作成本較低的OVA作品而並未有官方說明。綜合各種製作定位飄忽和外包製作導致作品質素低劣，可見東映動畫對本系列作為数码宝贝大冒险15周年紀念企劃並未受到應有的重視。标签不断的修改並未影響上映模式，第4章共13所院線於日本上映。另外，本作聲優和歌手在一些特别節目、公開活動中多次稱呼本作為「劇場版」，同时官方和民间均出现了「OVA」和「劇場版」混用的情况。

##### 第5章和第6章
本作全篇以相當於兩個季度的番組（約26話的半年番組長度）完結，導致全6章總共花了兩年半的時間才播放完畢，原因除了動畫製作需時本身，亦要安排各日本院線的播放排期及上映日子，以及其他周邊商品如BD及DVD光碟印製等，令到每個篇章需要相隔長達六個月或更長時間才能播出。但充裕的製作時間則未能換來高水準的作品質素，除上述提及的作畫和美術品質外，角色刻画、故事節奏亦相當敗筆，與主線無關的拖沓情節不斷在本作中發生，直到最後兩章才能清楚表達其主線的中心思想，因此大量伏筆到最後亦未能回收。

## 特别用语
被选召的孩子們（DigiDestined）
为了解救数码世界危机，而被期望数码世界安定者（恒常性）召唤到数码世界的孩子们。
数码蛋（Digitama）
孵化出数码兽的蛋，从数码蛋到幼年期前期的过程，即数码兽的诞生。
进化（Evolution）
数码兽成长和发展的过程，通常数码兽能在进化阶段转换成更强大的种类。
扭曲（Distortions）
由未知记数法构成的数据引发的现象及状态。这种扭曲导致现实世界的设备无法正常运作。
感染（Infection）
数码兽丧失自我并变得凶暴的状态。缅因猫兽是感染的根源，且与扭曲的发生有关。
重启（Reboot）
將数码世界的系统强制「重新启动」。為了阻止感染而进行强制「重启」，绝大部分数码兽会失去原本的記憶，并退化到幼年期。

## 重要代表物件

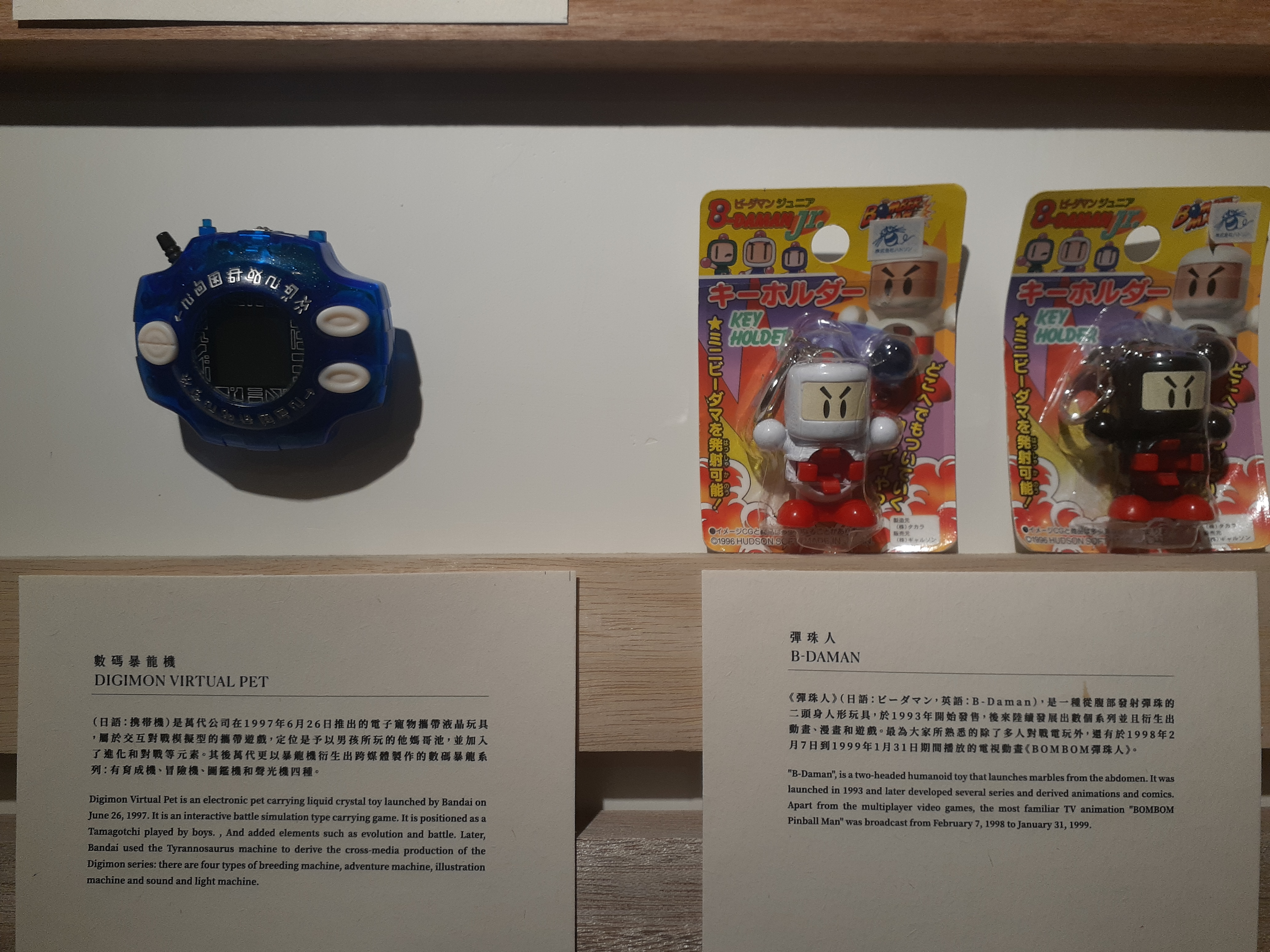
数码器（Digivice）

数码器（Digivice）
是数码世界引导光以驱除黑暗，被称为「数码器」的传说中的神圣仪器。其机能是让孩子们的心与搭档数码兽相连并引导进化。数码器所放出的光还有净化能力。显示面板有时钟功能，还能充当数码器持有者之间的探知器，知晓伙伴们所在方向。
数码器tri.版（Digivice tri.）
由八神太一与石田大和持有，乳白色的发光外殼加上象徵眼淚的藍色光之线条，能促使進化為奥米加兽：慈悲形态（Omegamon: Merciful Mode）。
D-3
除了旧版数码器的功能，还有数码精神（数码装甲）探知功能以及可以进行搭档数码兽的装甲进化，还有通过电脑和大门地点打开数码之门的能力。由于显示其功能的「DIGITAL（数码）」「DETECT（探测）」「DISCOVER（发现）」三个关键词，泉光子郎的美国网友将其取名为「D-3」。
数码终端器（D-Terminal）
通过与D-3配套使用，可以将数码精神以数据的形式存储。会对D-3发出的通信做出反应，让数码精神实体化。经由泉光子郎和井上京的改良具备了各种功能。翻盖印有「DIGIMON LINK SYSTEM」的LOGO，终端可以无线传递电子邮件，侧面USB等端口可以有线连接电脑和数码相机等
徽章（Emblems）
由被选召的孩子们持有，而其中不同的徽章（勇气、友情、爱心、知识、纯真、诚实、希望、光明等）有着各自不同的形状，展示着每个人所具有的最突出的美好个性。
多功能护目镜（Multi-function Goggles）
光子郎发明的可以窥探现实世界扭曲的护目镜，为八神太一所佩戴。

## 作品中出现的实物和地名

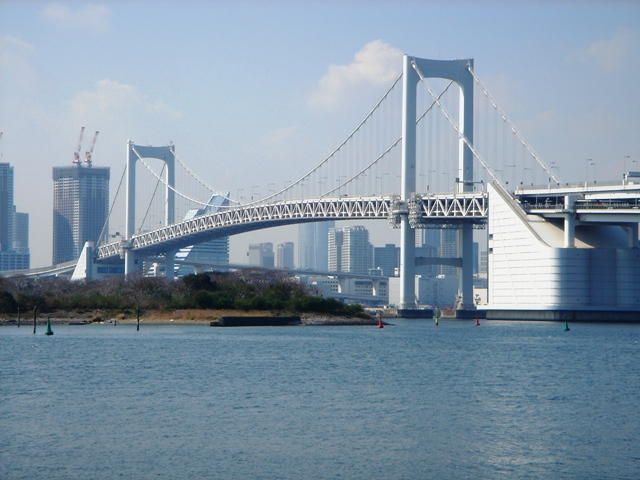
彩虹大桥

- 御台场：本作大部分主角们学习和生活的地方，每年的8月1日为“御台场纪念日”
- 东京都交通局7000形电车（東京都交通局7000形電車）：其形象取材至同名实物，停泊于数码世界文件岛的龙眼湖（竜の目の湖）
- 御台场海滨公园
- 东京湾
- 潮风公园
- 彩虹大桥
- 有明网球森林公园
- 大江戶溫泉物語（大江戸温泉物語）
- 晴海大橋（晴海大橋）
- 有明北橋（有明北橋）
- 公园西大桥（ウエストパークブレージ）
- 象征长廊公园（シンボルプロムナード公園）
- Decks东京滨海（デックス東京ビーチ）
- 富士电视台总部大楼
- 羽田機場
- 成田機場
- 东京临海新交通临海线
- 调色板城大摩天轮
- 月岛站
- 田町（芝5丁目）
- 明美桥水上广场公园（あけみ橋水上广場公園）
- 维纳斯城堡（ヴィーナスフォート）
- 丰洲公园城市公寓A栋（アーバンドックパークシティ豊洲タワーA棟）：泉光子郎办公室所在公寓楼
- 东京大学：西岛大吾和姫川真希所就读的大学原型
- 御台場五番街4号棟1306（お台場五番街4号棟1306）：八神太一和八神光一家人所居住的公寓楼，门牌号为1306号
- 東京都立晴海综合高中（東京都立晴海総合高等学校）：八神太一等人所就读的月岛综合高中（月島総合高校）原型
- 港区立港陽中学（港区立港陽中学校）：高石岳和八神光等人所就读的御台场中学（お台場中学校）原型
- 日本自卫队：本作登场了99式155公厘自走榴彈砲、120公厘重型迫击炮、93式近距离地对空导弹、RIM-162导弹、90式反艦飛彈、高機動車、73式中型卡車、73式大型卡車、74式戰車、F-4EJ、川崎OH-1、AH-1S、村雨型護衛艦等海陆空军事设备

## 制作人员
- 原案：本鄉昭由
- 制片人：高木勝裕
- 企劃：森下孝三
- 監督：元永慶太郎
- 系列構成：柿原優子
- 角色設計：宇木敦哉
- 動畫角色設計：筱雅律
- 動畫監督：伊藤浩二
- 總作畫監督：小丸敏之（1）、高田晴仁（1）、渡邊浩二
- 道具設計：岩畑剛一、鈴木典孝、山本浩憲（6）
- 設定考証：鈴木義昭
- 色彩設計：漆戶幸子
- 美術設定、美術監督：長岡慎治
- 藝術監督：大竹俊介
- 攝影監督：難波史
- 编集：櫻井崇
- 音樂：坂部剛
- 音響監督：蝦名恭範
- 音響制作人：高井琢磨
- 音樂制作人：松井伸太郎
- 動畫製作人：櫻井崇、山本清（1）
- 首席製作人：鈴木篤志、東伊里彌
- 製作人：新井修平（1-4）、村上真喜子、西田徹、本川耕平、井上貴博（3-5）、木下陽介（5-6）
- 動畫制作協力：颱風Graphics
- 配給：東映動畫、東映
- 企劃、製作：東映動畫

## 音樂

### 音樂製作
本作在音樂方面，先後有兩位資深歌手及音樂創作人離世。和田光司官方網站於2016年4月8日發出聲明，表示其因鼻咽癌已於4月3日病逝，其主題曲「Butter-Fly」成為和田光司出道作、也是最後的告別作；創作歷代背景音樂的作曲家有澤孝紀亦於2005年因膀胱癌去世，後者已由創作《約會大作戰》背景音樂的坂部剛代替。

#### 第1章
本作將舊有的歌曲重新編曲，當中以主題曲「Butter-Fly」曲風變化最大，原因是和田光司於2003年患上鼻咽癌而失聲長達2年、繼而於2011年再次因為癌症復發全面停工。2013年復出後，聲帶及唱功水準只能以舒情曲風為主，因此本作的主題曲風格比舊有版本柔和，而當時已病重的和田光司從曲中副歌部分可見相當吃力，但仍聲嘶力竭地完成歌曲錄音更獲得觀眾高度評價。
本作亦有部分歷代背景音樂由坂部剛重新編曲，如收錄在1999年發售的OST曲目23、曲目29、插曲「brave heart」的伴奏版等。

#### 第2章
本章片尾曲改編自第一作插曲「Seven」，歌曲中的背景音樂雖然重新編曲，但當時和田光司再次因為癌症第三次復發而缺席歌曲錄製，新版本「Seven～tri.Version～」的人聲音源實際是抽取和田光司於2009年、出道10周年所發行的紀念版本「Seven～10th MEMORIAL Version～」，並由宮崎步、AiM及編曲家渡部達也加入和音元素作為新曲發售，因此「Seven～tri.Version～」並不是和田光司最後一首錄音作品，而是單曲發售作品，亦可見在這首歌當中，和田的聲線、歌唱技巧明顯比「Butter-Fly～tri. Version～」來得自然及響亮。

#### 第5章
歷代作詞家、作曲/編曲家太田美知彦，再次為本系列創作歌曲。太田美知彦從第一作《數碼寶貝大冒險》開始直到第四作《數碼寶貝無限地帶》包攬絕大多數主題曲及插曲、部分角色曲及片尾曲的作曲/編曲製作，歌曲旋律及風格於前四作一直處於高水準狀態，由他所負責的歌曲不但沒有因歲月流逝而被淡忘，反而更創下多首經典名曲，「brave heart」、「The Biggest Dreamer」、「3 Primary Colors」、「an Endless tale」等十多年來流傳至今，谷本貴義的出道作「One Vision」亦是太田美知彦的作品。於《数码宝贝拯救者》製作插入歌「Believer」後，近年則以音樂人及歌手身份活躍於各項現場音樂演出，因而淡出了本系列的音樂工作。

### 主題曲

#### 片头曲
「Butter-Fly～tri.Version～」
作詞・作曲：千綿偉功
編曲：玉木千尋
主唱：和田光司

#### 片尾曲
第1章「I wish～tri.Version～」
作詞：三浦德子
作曲：白川善久
編曲：松浦雄太
主唱：AiM
第2章「Seven～tri.Version～」
作詞・作曲：小山晃平
編曲：渡部達也
主唱：和田光司
和音：AiM、宮崎步
第3章
作詞・作曲：Junxix
編曲：
主唱：KNIFE OF DAY
第4章「keep on～tri.Version～」
作詞：NK
作曲：木根尚登
編曲：松浦雄太
主唱：AiM
第5-6章・第22-25话
作詞：
作曲・編曲：太田美知彦
主唱：宮崎步＆AiM
第6章・第26话「Butter-Fly～tri.Version～」
作詞・作曲：千綿偉功
編曲：玉木千尋
主唱：被选召的孩子们、数码兽歌手们、宮崎步、AiM、和田光司

#### 插曲
「brave heart～tri.Version～」
作詞：大森祥子
作曲：太田美知彦
編曲・主唱：宮崎步

## 各章列表
| 章数 | 各章標題   | 話数 | 各话標題                | 脚本                                  | 分鏡                                             | 演出                                                 | 作畫監督 | 总作畫監督                 | 时长    | 票房        | 劇場点映时间                          | 劇場/网络 首映时间 | BD/DVD发售时间  | BD/DVD发售时间         | BD/DVD发售时间 | 电视首播时间                                  | 电视台 |
| 章数 | 各章標題   | 話数 | 各话標題                | 脚本                                  | 分鏡                                             | 演出                                                 | 作畫監督 | 总作畫監督                 | 时长    | 票房        | 劇場点映时间                          | 劇場/网络 首映时间 | 劇場限定BD      | 一般贩卖BD 一般贩卖DVD | BD BOX DVD BOX | 电视首播时间                                  | 电视台 |
| ---- | ---------- | ---- | ----------------------- | ------------------------------------- | ------------------------------------------------ | ---------------------------------------------------- | --- | -------------------------- | ------- | ----------- | ------------------------------------- | ------------------ | --------------- | ---------------------- | -------------- | --------------------------------------------- | ------ |
| 1    | 再會       | 1    | 再會                    | 柿原優子 廣田光毅 鈴木貴昭 綾奈由仁子 | 岩畑剛一 元永慶太郎                              | 江口大輔 松村樹里亞                                  | 近藤優次、松本朋之 牧內桃子、南伸一郎 | 小丸敏之 高田晴仁 渡邊浩二 | 89分钟  | 2.50億 日圓 | 2015年 10月23日 19:30 20:00 （UTC+9） | 2015年 11月21日    | 2015年 11月21日 | 2015年 12月18日        | 2020年 2月4日  | 2016年 7月31日 周日 21:20-23:00 （UTC+9）     | Animax |
| 1    | 再會       | 2    | 數碼暴龍再會太一        | 柿原優子 廣田光毅 鈴木貴昭 綾奈由仁子 | 岩畑剛一 元永慶太郎                              | 江口大輔 松村樹里亞                                  | 近藤優次、松本朋之 牧內桃子、南伸一郎 | 小丸敏之 高田晴仁 渡邊浩二 | 89分钟  | 2.50億 日圓 | 2015年 10月23日 19:30 20:00 （UTC+9） | 2015年 11月21日    | 2015年 11月21日 | 2015年 12月18日        | 2020年 2月4日  | 2016年 7月31日 周日 21:20-23:00 （UTC+9）     | Animax |
| 1    | 再會       | 3    | 太一和大和的分歧        | 柿原優子 廣田光毅 鈴木貴昭 綾奈由仁子 | 岩畑剛一 元永慶太郎                              | 江口大輔 松村樹里亞                                  | 近藤優次、松本朋之 牧內桃子、南伸一郎 | 小丸敏之 高田晴仁 渡邊浩二 | 89分钟  | 2.50億 日圓 | 2015年 10月23日 19:30 20:00 （UTC+9） | 2015年 11月21日    | 2015年 11月21日 | 2015年 12月18日        | 2020年 2月4日  | 2016年 7月31日 周日 21:20-23:00 （UTC+9）     | Animax |
| 1    | 再會       | 4    | 新成員加入              | 柿原優子 廣田光毅 鈴木貴昭 綾奈由仁子 | 岩畑剛一 元永慶太郎                              | 江口大輔 松村樹里亞                                  | 近藤優次、松本朋之 牧內桃子、南伸一郎 | 小丸敏之 高田晴仁 渡邊浩二 | 89分钟  | 2.50億 日圓 | 2015年 10月23日 19:30 20:00 （UTC+9） | 2015年 11月21日    | 2015年 11月21日 | 2015年 12月18日        | 2020年 2月4日  | 2016年 7月31日 周日 21:20-23:00 （UTC+9）     | Animax |
| 2    | 決意       | 5    | 悲哀的再會              | 柿原優子 廣田光毅 鈴木貴昭 綾奈由仁子 | 沖田宮奈 岩畑剛一 元永慶太郎                     | 松村樹里亞 元永慶太郎                                | 牧內桃子、栗井重紀 兵渡勝、興村忠美 小野晃、山內玲奈 近藤優次、松本朋之                                                                             | 渡邊浩二                   | 88分钟  | 1.65億 日圓 | 2016年 2月11日 19:00 19:40 （UTC+9）  | 2016年 3月12日     | 2016年 9月24日  | 2016年 4月2日          | 2020年 2月4日  | 2017年 2月5日 周日 01:40-03:20 （UTC+9）      | Animax |
| 2    | 決意       | 6    | 美美的固執              | 柿原優子 廣田光毅 鈴木貴昭 綾奈由仁子 | 沖田宮奈 岩畑剛一 元永慶太郎                     | 松村樹里亞 元永慶太郎                                | 牧內桃子、栗井重紀 兵渡勝、興村忠美 小野晃、山內玲奈 近藤優次、松本朋之                                                                             | 渡邊浩二                   | 88分钟  | 1.65億 日圓 | 2016年 2月11日 19:00 19:40 （UTC+9）  | 2016年 3月12日     | 2016年 9月24日  | 2016年 4月2日          | 2020年 2月4日  | 2017年 2月5日 周日 01:40-03:20 （UTC+9）      | Animax |
| 2    | 決意       | 7    | 哥瑪獸的決意            | 柿原優子 廣田光毅 鈴木貴昭 綾奈由仁子 | 沖田宮奈 岩畑剛一 元永慶太郎                     | 松村樹里亞 元永慶太郎                                | 牧內桃子、栗井重紀 兵渡勝、興村忠美 小野晃、山內玲奈 近藤優次、松本朋之                                                                             | 渡邊浩二                   | 88分钟  | 1.65億 日圓 | 2016年 2月11日 19:00 19:40 （UTC+9）  | 2016年 3月12日     | 2016年 9月24日  | 2016年 4月2日          | 2020年 2月4日  | 2017年 2月5日 周日 01:40-03:20 （UTC+9）      | Animax |
| 2    | 決意       | 8    | 我們的決意              | 柿原優子 廣田光毅 鈴木貴昭 綾奈由仁子 | 沖田宮奈 岩畑剛一 元永慶太郎                     | 松村樹里亞 元永慶太郎                                | 牧內桃子、栗井重紀 兵渡勝、興村忠美 小野晃、山內玲奈 近藤優次、松本朋之                                                                             | 渡邊浩二                   | 88分钟  | 1.65億 日圓 | 2016年 2月11日 19:00 19:40 （UTC+9）  | 2016年 3月12日     | 2016年 9月24日  | 2016年 4月2日          | 2020年 2月4日  | 2017年 2月5日 周日 01:40-03:20 （UTC+9）      | Animax |
| 3    | 告白       | 9    | 感染                    | 柿原優子 廣田光毅 鈴木貴昭            | 沖田宮奈 岩畑剛一 元永慶太郎                     | 松村樹里亞 武市直子 木宮茂 川久保圭史 佐久間貴史     | 磯野智、原田峰文 近藤優次、松本朋之 兵渡勝、興村忠美 小野晃、澤田謙治 小川麻衣、牧内桃子 高崎美里                                                   | 渡邊浩二                   | 106分钟 | 1.35億 日圓 | 2016年 8月19日 18:00 20:50 （UTC+9）  | 2016年 9月24日     | 2016年 9月24日  | 2016年 11月2日         | 2020年 2月4日  | 2017年 2月5日 周日 03:20-05:15 （UTC+9）      | Animax |
| 3    | 告白       | 10   | 崩塌的序曲              | 柿原優子 廣田光毅 鈴木貴昭            | 沖田宮奈 岩畑剛一 元永慶太郎                     | 松村樹里亞 武市直子 木宮茂 川久保圭史 佐久間貴史     | 磯野智、原田峰文 近藤優次、松本朋之 兵渡勝、興村忠美 小野晃、澤田謙治 小川麻衣、牧内桃子 高崎美里                                                   | 渡邊浩二                   | 106分钟 | 1.35億 日圓 | 2016年 8月19日 18:00 20:50 （UTC+9）  | 2016年 9月24日     | 2016年 9月24日  | 2016年 11月2日         | 2020年 2月4日  | 2017年 2月5日 周日 03:20-05:15 （UTC+9）      | Animax |
| 3    | 告白       | 11   | 巨大的犧牲              | 柿原優子 廣田光毅 鈴木貴昭            | 沖田宮奈 岩畑剛一 元永慶太郎                     | 松村樹里亞 武市直子 木宮茂 川久保圭史 佐久間貴史     | 磯野智、原田峰文 近藤優次、松本朋之 兵渡勝、興村忠美 小野晃、澤田謙治 小川麻衣、牧内桃子 高崎美里                                                   | 渡邊浩二                   | 106分钟 | 1.35億 日圓 | 2016年 8月19日 18:00 20:50 （UTC+9）  | 2016年 9月24日     | 2016年 9月24日  | 2016年 11月2日         | 2020年 2月4日  | 2017年 2月5日 周日 03:20-05:15 （UTC+9）      | Animax |
| 3    | 告白       | 12   | 重啟完畢                | 柿原優子 廣田光毅 鈴木貴昭            | 沖田宮奈 岩畑剛一 元永慶太郎                     | 松村樹里亞 武市直子 木宮茂 川久保圭史 佐久間貴史     | 磯野智、原田峰文 近藤優次、松本朋之 兵渡勝、興村忠美 小野晃、澤田謙治 小川麻衣、牧内桃子 高崎美里                                                   | 渡邊浩二                   | 106分钟 | 1.35億 日圓 | 2016年 8月19日 18:00 20:50 （UTC+9）  | 2016年 9月24日     | 2016年 9月24日  | 2016年 11月2日         | 2020年 2月4日  | 2017年 2月5日 周日 03:20-05:15 （UTC+9）      | Animax |
| 3    | 告白       | 13   | 回到數碼世界            | 柿原優子 廣田光毅 鈴木貴昭            | 沖田宮奈 岩畑剛一 元永慶太郎                     | 松村樹里亞 武市直子 木宮茂 川久保圭史 佐久間貴史     | 磯野智、原田峰文 近藤優次、松本朋之 兵渡勝、興村忠美 小野晃、澤田謙治 小川麻衣、牧内桃子 高崎美里                                                   | 渡邊浩二                   | 106分钟 | 1.35億 日圓 | 2016年 8月19日 18:00 20:50 （UTC+9）  | 2016年 9月24日     | 2016年 9月24日  | 2016年 11月2日         | 2020年 2月4日  | 2017年 2月5日 周日 03:20-05:15 （UTC+9）      | Animax |
| 4    | 喪失       | 14   | Reboot，然後，重逢      | 柿原優子 綾奈由仁子 中西泰博          | 岩畑剛一 沖田宮奈 松村樹里亞 元永慶太郎          | 武市直子 木宮茂 松村樹里亞 元永慶太郎                | 上原史也、原田峰文 近藤優次、松本朋之 澤田犬二、小川麻衣 牧内桃子、高崎美里 竹內昭                                                                  | 渡邊浩二                   | 82分钟  | 1.23億 日圓 | 2017年 2月3日 19:00 21:20 （UTC+9）   | 2017年 2月25日     | 2017年 2月25日  | 2017年 4月4日          | 2020年 2月4日  | 2017年 8月27日 周日 21:25-23:00 （UTC+9）     | Animax |
| 4    | 喪失       | 15   | 不能進化……？！          | 柿原優子 綾奈由仁子 中西泰博          | 岩畑剛一 沖田宮奈 松村樹里亞 元永慶太郎          | 武市直子 木宮茂 松村樹里亞 元永慶太郎                | 上原史也、原田峰文 近藤優次、松本朋之 澤田犬二、小川麻衣 牧内桃子、高崎美里 竹內昭                                                                  | 渡邊浩二                   | 82分钟  | 1.23億 日圓 | 2017年 2月3日 19:00 21:20 （UTC+9）   | 2017年 2月25日     | 2017年 2月25日  | 2017年 4月4日          | 2020年 2月4日  | 2017年 8月27日 周日 21:25-23:00 （UTC+9）     | Animax |
| 4    | 喪失       | 16   | 悲哀的重遇              | 柿原優子 綾奈由仁子 中西泰博          | 岩畑剛一 沖田宮奈 松村樹里亞 元永慶太郎          | 武市直子 木宮茂 松村樹里亞 元永慶太郎                | 上原史也、原田峰文 近藤優次、松本朋之 澤田犬二、小川麻衣 牧内桃子、高崎美里 竹內昭                                                                  | 渡邊浩二                   | 82分钟  | 1.23億 日圓 | 2017年 2月3日 19:00 21:20 （UTC+9）   | 2017年 2月25日     | 2017年 2月25日  | 2017年 4月4日          | 2020年 2月4日  | 2017年 8月27日 周日 21:25-23:00 （UTC+9）     | Animax |
| 4    | 喪失       | 17   | 進化之光                | 柿原優子 綾奈由仁子 中西泰博          | 岩畑剛一 沖田宮奈 松村樹里亞 元永慶太郎          | 武市直子 木宮茂 松村樹里亞 元永慶太郎                | 上原史也、原田峰文 近藤優次、松本朋之 澤田犬二、小川麻衣 牧内桃子、高崎美里 竹內昭                                                                  | 渡邊浩二                   | 82分钟  | 1.23億 日圓 | 2017年 2月3日 19:00 21:20 （UTC+9）   | 2017年 2月25日     | 2017年 2月25日  | 2017年 4月4日          | 2020年 2月4日  | 2017年 8月27日 周日 21:25-23:00 （UTC+9）     | Animax |
| 5    | 共生       | 18   | 同伴的力量              | 廣田光毅                              | 岩畑剛一 沖田宮奈 松村樹里亞 武市直子 元永慶太郎 | 武市直子 松村樹里亞 佐佐木真哉 山口賴房 元永慶太郎   | 磯野智、近藤優次 松本朋之、鳥山冬美 松下清志、原田峰文 關崎高明、千光士海登 高崎美里、小川麻衣 小澤元                                               | 渡邊浩二                   | 89分钟  | 1.05億 日圓 | 2017年 9月1日 19:00 21:20 （UTC+9）   | 2017年 9月30日     | 2017年 9月30日  | 2017年 11月2日         | 2020年 2月4日  | 2018年 5月3日 周四 18:50-20:30 （UTC+9）      | Animax |
| 5    | 共生       | 19   | 回到現實世界            | 廣田光毅                              | 岩畑剛一 沖田宮奈 松村樹里亞 武市直子 元永慶太郎 | 武市直子 松村樹里亞 佐佐木真哉 山口賴房 元永慶太郎   | 磯野智、近藤優次 松本朋之、鳥山冬美 松下清志、原田峰文 關崎高明、千光士海登 高崎美里、小川麻衣 小澤元                                               | 渡邊浩二                   | 89分钟  | 1.05億 日圓 | 2017年 9月1日 19:00 21:20 （UTC+9）   | 2017年 9月30日     | 2017年 9月30日  | 2017年 11月2日         | 2020年 2月4日  | 2018年 5月3日 周四 18:50-20:30 （UTC+9）      | Animax |
| 5    | 共生       | 20   | 究竟我們在和甚麼戰鬥？  | 廣田光毅                              | 岩畑剛一 沖田宮奈 松村樹里亞 武市直子 元永慶太郎 | 武市直子 松村樹里亞 佐佐木真哉 山口賴房 元永慶太郎   | 磯野智、近藤優次 松本朋之、鳥山冬美 松下清志、原田峰文 關崎高明、千光士海登 高崎美里、小川麻衣 小澤元                                               | 渡邊浩二                   | 89分钟  | 1.05億 日圓 | 2017年 9月1日 19:00 21:20 （UTC+9）   | 2017年 9月30日     | 2017年 9月30日  | 2017年 11月2日         | 2020年 2月4日  | 2018年 5月3日 周四 18:50-20:30 （UTC+9）      | Animax |
| 5    | 共生       | 21   | 我們可是被選中的        | 廣田光毅                              | 岩畑剛一 沖田宮奈 松村樹里亞 武市直子 元永慶太郎 | 武市直子 松村樹里亞 佐佐木真哉 山口賴房 元永慶太郎   | 磯野智、近藤優次 松本朋之、鳥山冬美 松下清志、原田峰文 關崎高明、千光士海登 高崎美里、小川麻衣 小澤元                                               | 渡邊浩二                   | 89分钟  | 1.05億 日圓 | 2017年 9月1日 19:00 21:20 （UTC+9）   | 2017年 9月30日     | 2017年 9月30日  | 2017年 11月2日         | 2020年 2月4日  | 2018年 5月3日 周四 18:50-20:30 （UTC+9）      | Animax |
| 6    | 我們的未來 | 22   | 困難時要與同伴商量      | 柿原優子                              | 岩畑剛一 沖田宮奈 武市直子 元永慶太郎            | 武市直子 松村樹里亞 佐佐木真哉 五月女有作 元永慶太郎 | 佐佐木政勝、關崎高明 瀧川和男、中村真悟 陸田聰志、吉田和香子 櫻井拓郎、柳瀨讓二 石塚美雪、大塚八愛 小川麻衣、千光士海登 小澤元、德田夢之介 山本浩憲 | 渡邊浩二                   | 98分钟  | 1.12億 日圓 | 2018年 4月6日 19:00 （UTC+9）         | 2018年 5月5日      | 2018年 5月5日   | 2018年 6月2日          | 2020年 2月4日  | 2019年 3月31日 周日 23:10-次日01:00 （UTC+9） | Animax |
| 6    | 我們的未來 | 23   | 破壞世界的鑰匙          | 柿原優子                              | 岩畑剛一 沖田宮奈 武市直子 元永慶太郎            | 武市直子 松村樹里亞 佐佐木真哉 五月女有作 元永慶太郎 | 佐佐木政勝、關崎高明 瀧川和男、中村真悟 陸田聰志、吉田和香子 櫻井拓郎、柳瀨讓二 石塚美雪、大塚八愛 小川麻衣、千光士海登 小澤元、德田夢之介 山本浩憲 | 渡邊浩二                   | 98分钟  | 1.12億 日圓 | 2018年 4月6日 19:00 （UTC+9）         | 2018年 5月5日      | 2018年 5月5日   | 2018年 6月2日          | 2020年 2月4日  | 2019年 3月31日 周日 23:10-次日01:00 （UTC+9） | Animax |
| 6    | 我們的未來 | 24   | 解救所有人的辦法        | 柿原優子                              | 岩畑剛一 沖田宮奈 武市直子 元永慶太郎            | 武市直子 松村樹里亞 佐佐木真哉 五月女有作 元永慶太郎 | 佐佐木政勝、關崎高明 瀧川和男、中村真悟 陸田聰志、吉田和香子 櫻井拓郎、柳瀨讓二 石塚美雪、大塚八愛 小川麻衣、千光士海登 小澤元、德田夢之介 山本浩憲 | 渡邊浩二                   | 98分钟  | 1.12億 日圓 | 2018年 4月6日 19:00 （UTC+9）         | 2018年 5月5日      | 2018年 5月5日   | 2018年 6月2日          | 2020年 2月4日  | 2019年 3月31日 周日 23:10-次日01:00 （UTC+9） | Animax |
| 6    | 我們的未來 | 25   | 和我在一起 成為我的同伴 | 柿原優子                              | 岩畑剛一 沖田宮奈 武市直子 元永慶太郎            | 武市直子 松村樹里亞 佐佐木真哉 五月女有作 元永慶太郎 | 佐佐木政勝、關崎高明 瀧川和男、中村真悟 陸田聰志、吉田和香子 櫻井拓郎、柳瀨讓二 石塚美雪、大塚八愛 小川麻衣、千光士海登 小澤元、德田夢之介 山本浩憲 | 渡邊浩二                   | 98分钟  | 1.12億 日圓 | 2018年 4月6日 19:00 （UTC+9）         | 2018年 5月5日      | 2018年 5月5日   | 2018年 6月2日          | 2020年 2月4日  | 2019年 3月31日 周日 23:10-次日01:00 （UTC+9） | Animax |
| 6    | 我們的未來 | 26   | 我們要創造未來          | 柿原優子                              | 岩畑剛一 沖田宮奈 武市直子 元永慶太郎            | 武市直子 松村樹里亞 佐佐木真哉 五月女有作 元永慶太郎 | 佐佐木政勝、關崎高明 瀧川和男、中村真悟 陸田聰志、吉田和香子 櫻井拓郎、柳瀨讓二 石塚美雪、大塚八愛 小川麻衣、千光士海登 小澤元、德田夢之介 山本浩憲 | 渡邊浩二                   | 98分钟  | 1.12億 日圓 | 2018年 4月6日 19:00 （UTC+9）         | 2018年 5月5日      | 2018年 5月5日   | 2018年 6月2日          | 2020年 2月4日  | 2019年 3月31日 周日 23:10-次日01:00 （UTC+9） | Animax |

## 舞台

### 舞台剧

数码宝贝大冒险tri.
～8月1日的冒险～

《超进化舞台「数码宝贝大冒险tri. ～8月1日的冒险～」》，于2017年8月5日-8月13日在东京都港区Zepp六本木蓝色剧院（Zeppブルーシアター六本木）举行公演，2017年8月13日在Niconico直播进行网络付费直播，2017年12月2日发售DVD，2018年1月14日在WOWOW电视首播。

#### 剧情
8月1日对八神太一、石田大和这些「被选召的孩子们」而言是一个特别的日子。夏天还在埋头练习足球的太一被妹妹八神光邀请「大家一起8月1日去露营」。在纪念日大家聚集在一起是太刀川美美和泉光子郎的提议。听说忙于考试学习的城户丈这次也参加了，太一欣然答应。另一方面，高石岳去跟还在继续乐队活动的哥哥大和说了这件事。大和不好拒绝弟弟阿岳拜托一起去的请求，勉强答应后开始做露营的准备。「我们8人再次去那个地方也不是一件坏事」他这样想着。
露营当日，美美忘记了该准备的露营用具，开始就遇到挫折。「这样就没法露营了呀！」阿丈慌忙道。「真是伤脑筋啊」光子郎思考解决方案。武之内空支援美美。看着大家的样子，太一笑道「真像第一次去数码世界的时候啊！」「那个时候，只要齐心协力就没有过不去的坎儿！」「是啊」大和点了点头。
重拾6年前的心情，8月1日的露营开始了——但是，露营场地有什么秘密？！

#### 制作人员
- 原案：本鄉昭由
- 原作：「数码宝贝大冒险tri.」
- 制作人：柴田宏明（东映动画）、深澤耕輔（Polygon Magic）、岸憲一郎（eplus）
- 执行制作人：佐渡和隆（东映动画）、川端基夫（Polygon Magic）
- 演出・脚本：谷賢一
- 人偶监修・总指挥：人偶剧团瞳座
- 人偶操演指导：友松正人
- 舞台监督：大友圭一郎
- 美术：青木拓也
- 音乐：Ore-no-Graffiti
- 音乐协力：松井伸太郎
- 制作：Polygon Magic
- 动画制作：颱風Graphics
- 企划・监修：东映动画
- 主办：舞台「数码宝贝大冒险tri.」製作委員会（东映动画、Polygon Magic、eplus）

### 朗读剧
|   | 作品名                             | 公演名               | 公演时间      | DVD发售时间   | BD发售时间    | 舞台监督 | 朗读台本 | 场次 | 场馆               |
| - | ---------------------------------- | -------------------- | ------------- | ------------- | ------------- | -------- | -------- | ---- | ------------------ |
| 1 | 数码宝贝 特别剧                    | 数码宝贝大冒险祭2016 | 2016年7月31日 | 2016年12月2日 | 2016年12月2日 | 清水雅文 | 中西泰博 | 2场  | 八王子奥林匹斯剧场 |
| 2 | 数码宝贝 特别剧 夏季超进化唱歌大会 | 数码宝贝大冒险祭2017 | 2017年7月30日 | Ｎ／Ａ        | Ｎ／Ａ        | 清水雅文 | 中西泰博 | 2场  | 八王子奥林匹斯剧场 |

## 注解
1. 1 2  爱奇艺片名译为“数码宝贝tri.”，但在片头曲的片名译为“数码兽大冒险tri.”
2. 1 2  後因网络播映權到期下架
3. 1 2  本作共经历过五次标签修改（TV动画版→剧场版→OVA→剧场版→剧场版/OVA混用）。
4. 1 2  官方汉字为
5. ↑  WS游戏《数码兽大冒险：阳极驯兽师》《数码兽大冒险：阴极驯兽师》《数码兽大冒险02：组合驯兽师》《数码兽大冒险02：D-1驯兽师》《数码兽驯兽师：勇敢的驯兽师》男一号，TV动画《数码兽驯兽师》和剧场版《数码兽驯兽师 暴走特急》男三号，漫画《数码兽大冒险V驯兽师01》、剧场版《数码兽大冒险 我们的战争游戏！》、TV动画《数码兽大冒险02》《数码兽合体战争 ～穿越时空的少年猎人们～》、剧场版《数码兽大冒险tri. 第6章 我们的未来》客串角色，穿越不同的时空和宿敌千年兽进行宿命的对决。曾解救动画版太一等人、曾和一乘寺贤是朋友搭档、曾和松田启人等人并肩作战、曾和动画前三部主役数码兽搭档、曾和漫画版太一决斗、曾协助过明石激和工藤大器等人。
6. ↑  稱號上是歷代最多的，“第九位被選召的孩子”、“1999年最後的被選召的孩子”、“特異的驯兽师”、“D-1驯兽师”、“勇敢的驯兽师”、“流浪的驯兽师”、“最强的驯兽师”、“傳說中的驯兽师”等。
7. ↑  （数码兽链接系统，DIGIMON LINK SYSTEM），简称「D-LINK」
8. ↑  因和田光司身體不適，2009年發行的「Butter-fly～Strong Version～」中收錄的单曲「Seven～10th MEMORIAL Version～」再使用。
9. ↑  香港Viu翻譯
10. ↑  东映动画创立60周年特集《荣光的60年！胜利的方程式》，29小时马拉松式（2016年7月30日18:00至7月31日23:00）连轴播出。